# Corynebacterium diphtheriae
Corynebacterium diphtheriae este agentul etiologic al difteriei. Bacteria mai este denumită și Klebs-Loeffler-Bazillus după numele descoperitorilor ei în anul 1884, Edwin Klebs (1834–1912) und Friedrich Loeffler (1852–1915).

## Morfologie
Face parte din familia Mycobateriaceae, genul Corynebacterium.
C. diphteriae este o bacterie neflagelată, gram-pozitivă, ce au forma de ace cu gămălie. Bacterie necapsulată, și nesporulată, imobilă, care la cololrația  Neisser apare colorată polarizat. La microscop bacteria apare sub formă de bastonașe grupate sub forma literei V sau Y.Este facultativ anaeroba,oxidazonegativi si catalazopozitivi.Speciile cu tropism uman cele mai intilnite sunt: 
1. C.diphtheriae cu 3 biovaruri: mitis,intermedius si gravis; 
2. C.minutissimum ce determina o afectiune cutanata: eritema;
3. C.mycetoides care poate produce ulcere cutanate tropicale, etc.
Sunt si specii cu tropism animal care afecteaza accidental omul ca C.pseudotuberculosis, C.ulcerans.

## Epidemiologie
Boala se poate relativ prin vaccinare ușor eradica deoarece singurul rezervor natural al bacteriei este omul.
Astfel dacă în timpul celui de al doilea război mondial s-au înregistrat peste 3 milioane de îmbolnăviri azi incidența bolii în Europa este foarte redusă, aproape inexistentă.

## Patogeneză
Transmiterea bolii se produce prin contact cu persoana bolnavă care împrăștie germenii patogeni prin tusă, strănut se transmite mai rar prin obiecte contaminate. Poarta de intrare fiind mucoasa conjunctivă sau respiratorie care vor fi distruse de tulpinile mai toxicogene, cu formarea pseudeomembranelor, care dacă se găsesc în laringe duc frecvent la moarte prin asfixiere. Toxina produsă de bacterie distruge țesutul cardiac, renal și hepatic, ca și nervii motori asociate cu dermatite.